# Ernietta
Ernietta (лат.) — род животных эдиакарской биоты. Донные прикреплённые животные, наполовину погружённые в осадочные слои, по форме напоминавшие сумку, вероятно, с осмотическим питанием. Стенки организма состояли из заполненных жидкостью продолговатых оболочек. Впервые обнаружены в (формации Даби в Намибии в слоях, датированных периодом 549—543 млн лет назад. В некоторых газетах по ошибке была названа как «Ernettia». Предположительно, синонимами являются также названия Erniaster, Erniobaris, Erniobeta, Erniocarpus, Erniocentris, Erniocoris, Erniodiscus, Erniofossa, Erniograndis, Ernionorma, Erniopelta и Erniotaxis, обозначающие похожие организмы.

## Классификация
По данным сайта Fossilworks, на ноябрь 2017 года в род включают 2 вымерших вида:
- Ernietta plateauensis Pflug, 1966typus [syn. Ernietta aarensis Pflug, 1972]
- Ernietta tschanabis Pflug, 1972